# Komarovite
La komarovite è un minerale.